# Fort Recovery (Ohio)
Fort Recovery es una villa ubicada en el condado de Mercer en el estado estadounidense de Ohio. En el Censo de 2010 tenía una población de 1430 habitantes y una densidad poblacional de 514,08 personas por km².

## Geografía
Fort Recovery se encuentra ubicada en las coordenadas 40°24′41″N 84°46′33″O / 40.41139, -84.77583. Según la Oficina del Censo de los Estados Unidos, Fort Recovery tiene una superficie total de 2.78 km², de la cual 2.73 km² corresponden a tierra firme y (1.96%) 0.05 km² es agua.

## Demografía
Según el censo de 2010, había 1430 personas residiendo en Fort Recovery. La densidad de población era de 514,08 hab./km². De los 1430 habitantes, Fort Recovery estaba compuesto por el 97.69% blancos, el 0.07% eran afroamericanos, el 0.14% eran amerindios, el 0.14% eran asiáticos, el 0% eran isleños del Pacífico, el 0.7% eran de otras razas y el 1.26% pertenecían a dos o más razas. Del total de la población el 1.12% eran hispanos o latinos de cualquier raza.